# Tonsilla paraepiglottica
Als Tonsilla paraepiglottica (Kehldeckelmandel)  bezeichnet man die Ansammlung von lymphoepithelialem Gewebe in Form einer Tonsille in der Schleimhaut nahe dem Kehldeckel (Epiglottis), also am Eingang zum Kehlkopf. Sie kommt allerdings nur bei einigen Säugetieren (z. B. Schaf, Schwein, Ziege, Katze) vor und gehört bei diesen zum Lymphatischen Rachenring. Beim Menschen und vielen anderen Säugetieren (Pferd, Rind, Hund) ist sie nicht ausgebildet.